# Margaret Whyte
Margaret Whyte (sinh ngày 21 tháng 2 năm 1940) là một nghệ sĩ thị giác người Uruguay.

## Nghề nghiệp
Margaret Whyte bắt đầu hoạt động nghệ thuật của mình vào năm 1972 tại Círculo de Bellas Artes ở Montevideo. Bà học với Clarel Neme, Jorge Damiani, Amalia Nieto, Rimer Cardillo, Hugo Longa  và Fernando López Lage. Cô đã là thành viên của Contemporary Art Foundation  (FAC) kể từ khi thành lập.
Các tác phẩm của bà bao gồm tranh vẽ, điêu khắc mềm, sắp đặt và can thiệp. Whyte gợi lên ký ức về những vật liệu cô sử dụng - những mảnh váy, khăn trải bàn và khăn trải giường mang màu sắc mãnh liệt cho các tác phẩm dệt của bà, trong đó bà đặt câu hỏi về lý tưởng làm đẹp và nghi lễ của họ - như một cách để đánh giá lại tính thẩm mỹ độc lập của những người đẹp.
Tập hợp của bà là sự tích lũy và các lớp cắt và xé, quấn, buộc và khâu các vật thể đề xuất một sự phản ánh về tình hình của phụ nữ, sắc đẹp, thời trang và logic thương mại của họ.
Năm 2014, Whyte nhận được giải thưởng Figari để ghi nhận sự nghiệp của mình. Ban giám khảo, gồm có Olga Larnaudie, Lacy Duarte và Enrique Aguerre, đã trích dẫn sự độc đáo cực độ trong các tác phẩm của bà và tài liệu tham khảo đa thế hệ mà bà là đại diện trong thế giới nghệ thuật của Uruguay.